# Mount Marriner
Mount Marriner är ett berg i Antarktis. Det ligger i Östantarktis. Australien gör anspråk på området. Toppen på Mount Marriner är 852 meter över havet.
Terrängen runt Mount Marriner är platt norrut, men söderut är den kuperad. Trakten är obefolkad. Det finns inga samhällen i närheten.